# Narciso Monterrey
El doctor Narciso Monterrey (n. Nicaragua; 1792 - f. El Salvador; 1869) fue un político, educador y sacerdote católico nicaragüense radicado en El Salvador.

## Trayectoria
En 1831 fundó en la capital salvadoreña un colegio de educación media bajo su rectorado, el cual, sin embargo, desapareció al año siguiente de su creación. Posteriormente se ocupó de sus funciones de cura en Zacatecoluca y desempeñó misiones diplomáticas en representación del gobierno del El Salvador en otros países centroamericanos.
El 16 de febrero de 1841, por iniciativa suya y del doctor Antonio José Cañas, fue aprobado el Decreto Legislativo de Fundación de la Universidad de El Salvador por la Asamblea Constituyente reunida en ese entonces, ya que ambos personajes formaron parte de ella en calidad de diputados en ese mismo año.
En 1842 fue nombrado rector del Colegio de la Asunción, establecimiento de educación media que fue fundado conjuntamente con la Universidad de El Salvador por el mismo decreto legislativo del 16 de febrero de 1841, que había sido emitido por la Asamblea Constituyente de la cual él ocupó un asiento con el doctor Antonio José Cañas, y cuyo primer rector fue el doctor Crisanto Salazar entre 1841 y 1842.
En 1858 fue nombrado por el obispo católico de San Salvador, Tomás Miguel Pineda y Saldaña, como su provisor y vicario general, puesto del que dimitió por su avanza edad y quebrantos de salud. Por ese tiempo el papa Pío IX le dio la dignidad de deán del cabildo eclesiástico de la diócesis de San Salvador.